# Fagrskinna
Fagrskinna, egentligen betydande "boken med det vackra pergamentsbandet", även kallat Nóregs konungatal, är ett samlingsverk av norska kungasagor i två nu försvunna skinnhandskrifter.
Åtminstone den ena förstördes i en brand 1728. Avskrifter av dem båda finns dock bevarade. Fagrskinna är författat av en islänning under början av 1200-talet, och handlar liksom Heimskringla om Norges kungar från Halvdan Svarte till 1177. Arbetet består främst av äldre källor. Författaren har särskilt fokuserat på Norges viktigaste politiska händelser men förbigår legender och liknande. En utgåva av Fagrskinna utkom i tolkning av Finnur Jónsson år 1902-03.